# Модернизм в музыке
Модерни́зм в му́зыке — аналитическое понятие, которое указывает на инновационный принцип в музыке. Понятие музыкального модернизма, как и художественного модернизма в целом, связывают с периодом второй половины XIX - начала XX веков. Новое понимание музыкальной системы привело к переоценке гармонических, мелодических, звуковых и ритмических аспектов музыки. В музыкознании не всегда трактуется однозначно в плане историческом, но тем не менее всегда указывает на различные инновации в музыке и дальнейшую модернизацию её эстетического облика.

## Общая характеристика
Авторитетный американский дирижёр, музыковед и музыкально-общественный деятель Леон Ботштейн (англ. Leon Botstein) полагает, что модернизм в музыке характеризуется повышенной восприимчивостью к прогрессу в области современной культуры, науки, и техники, а также позитивистскими взглядами на урбанизацию и многие явления массовой культуры, хотя при этом Ботштейн указывает и на то, что в эстетике музыкального модернизма «отражается не только творческий энтузиазм, но и социальная тревога» .

## Представители модернизма в музыке
Роль некоего «стилистического моста» между поздним австро-германским романтизмом XIX века и модернизмом начала XX века сыграло творчество выдающегося австрийского композитора и дирижёра Густава Малера (1860—1911).
Пример высокоидейного модернизма в музыкальной культуре России — творчество Александра Николаевича Скрябина (1872—1915).
Кроме уже упомянутых, к числу модернистов относят также и следующих композиторов:

### Франция
- Дебюсси, Клод (1862—1918)
- Сати, Эрик (1866—1925)
- Равель, Морис (1875—1937)
- Дюка, Поль (1865—1935)
- Онеггер, Артюр (1892—1955)
- Мийо, Дариус (1892—1974)
- Пуленк, Франсис (1899—1963)

### Германия
- Штраус, Рихард (1864—1949)
- Хиндемит, Пауль (1895—1963)
- Орф, Карл (1895—1982)
- Вейль, Курт (1900—1950)

### Австрия
- Цемлинский, Александр фон (1871—1942)
- Шёнберг, Арнольд (1874—1951)
- Берг, Альбан (1885—1935)
- Веберн, Антон (1883—1945)

### Италия
- Бузони, Ферруччо (1866—1924)
- Респиги, Отторино (1879—1936)
- Малипьеро, Джан Франческо (1882—1973)
- Казелла, Альфредо (1883 −1947)

### Россия
- Стравинский, Игорь Фёдорович (1882—1971)
- Прокофьев, Сергей Сергеевич (1891—1953)
- Шостакович, Дмитрий Дмитриевич (1906—1975)

### Великобритания
- Делиус, Фредерик (1862—1934)
- Воан-Уильямс, Ральф (1872—1958)
- Бриттен, Бенджамин (1913—1976)

### Венгрия
- Барток, Бела (1881—1945)
- Кодаи, Золтан (1882—1967)

### Чехословакия
- Мартину, Богуслав (1890—1959)
- Габа, Алоис (1893—1973)

### Румыния
- Энеску, Джордже (1881—1955)

### Испания
- Фалья, Мануэль де (1876—1946)

### Финляндия
- Сибелиус, Ян (1865—1957)

### Польша
- Шимановский, Кароль (1882—1937)
- Лютославский, Витольд (1913—1994)

### США
- Айвз, Чарльз (1874—1954)
- Варез, Эдгар (1883—1965)
- Гершвин, Джордж (1898—1937)
- Антейл, Джордж (1900—1959)
- Копланд, Аарон (1900—1990)
- Барбер, Сэмюэл (1910—1981)

### Мексика
- Чавес, Карлос (1899—1978)
- Ревуэльтас, Сильвестре (1899—1940)

### Бразилия
- Вилла-Лобос, Эйтор (1887—1959)

### Аргентина
- Хинастера, Альберто (1916—1983)

## Критика
Несмотря на то, что модернизм, в целом, признаётся музыкальной общественностью явлением вполне естественным и «нормативным», известны случаи, когда некоторые выдающиеся музыканты относились к модернизму с позиций достаточно критических.